# 洪偉清
洪偉清，台灣澎湖縣西嶼鄉人，大池國小、西嶼國中、中正預校、陸軍官校校友，國立中央大學物理碩士、博士，現任陸軍官校教授，並兼任資圖中心主任。

## 生平
洪偉清出生於澎湖縣西嶼鄉大池，1982年於大池國小畢業後進入西嶼國中就讀，並先後畢業於西嶼國中、中正預校、陸軍官校理化系；1996年取得國立中央大學物理碩士學位並直升博士班就讀，於2000年取得學位。
其在陸軍官校的軍旅教育生涯中，先後擔任中尉排長、少校連長兼助理教授、中校助理教授兼研發組長、國科會計畫主持人、副教授兼研發中心主任，上校副教授兼教學資源中心主任兼任系主任，物理系教授兼任系主任，物理教育學會副理事長兼人事組組長，教授兼任資圖中心主任（2013年迄今）。

### 學術專長
其專長主要為生物科學、X光繞射技術（2001－2002）。其曾研發:指向性旋光譜儀技術（2004年獲得國科會計畫；2003年－2005年間研究；2006年憑之升等副教授）、螢光顯微鏡技術（2005年－2008年；2011年憑之升等教授）。

### 個人興趣
柔道（5段）、游泳、桌球、網球、教學

## 獲獎列表
- 民國90年物理學會最優論文獎
- 民國92年行政院科學才能青年物理組優良論文獎
- 民國92年國軍楷模
- 民國96、100、101年陸軍司令部優良教師
- 民國94、95、97、98、99、102、103年國防部優良教師